# Idiasta pseudomaritima
Idiasta pseudomaritima är en stekelart som beskrevs av Robert A.Wharton 2002. Idiasta pseudomaritima ingår i släktet Idiasta och familjen bracksteklar. Inga underarter finns listade i Catalogue of Life.